# Torneo Europeo di Qualificazione Olimpica FIBA 1964
Il torneo Torneo Europeo di Qualificazione Olimpica FIBA 1964 si disputò a Ginevra dal 4 giugno al 13 giugno 1964, e vide la qualificazione ai Giochi della XVIII Olimpiade di due squadre: Ungheria e Finlandia.

## Classifica finale
| Pos | Squadra       |
| --- | ------------- |
| 1.  | Ungheria      |
| 2.  | Finlandia     |
| 3.  | Francia       |
| 4.  | Bulgaria      |
| 5.  | Belgio        |
| 6.  | Spagna        |
| 7.  | Germania Est  |
| 8.  | Israele       |
| 9.  | Grecia        |
| 10. | Australia     |
| 11. | Paesi Bassi   |
| 12. | Gran Bretagna |
| 13. | Svizzera      |
| 14. | Lussemburgo   |